# Бещаул
Бещау́л — деревня в Нижнеомском районе Омской области России. Входит в Старомалиновское сельское поселение. Название происходит от двух татарских слов: Беш и Аул, что в переводе на русский означает пятый аул.

## География
Расположена в северо-западной части района, на высоком правом берегу реки Иртыш. Расстояние от города Омск около 140 км по автодороге «Омск—Муромцево».

## История
Селение образовано во второй половине XVIII века в составе Карташёвской волости Тарского уезда.
В 1914 году вошла в состав преобразованной Пустынской волости.
1 декабря 1914 года в деревне открыто начальное народное сельское училище.
В 1928 году состояла из 107 хозяйств, основное население — русские. Центр Бещеульского сельсовета Большереченского района Тарского округа Сибирского края .

## Население
| 1926 | 2010 |
| ---- | ---- |
| 595  | ↘64  |

В 1795 году в деревне проживало 33 человека (20 м — 13 ж).
Гендерный состав
По данным Всероссийской переписи населения 2010 года в гендерной структуре населения из 64 человек мужчин — 34, женщин — 30	(53,1 и 46,9 % соответственно)
Национальный состав
В 1928 г. основное население — русские.
Согласно результатам переписи 2002 года, в национальной структуре населения русские составляли 97 % от общей численности населения в 153 чел. .

## Инфраструктура
Имеется магазин. 
Почтовое отделение с индексом 646636 находится в соседнем селе Старомалиновка. 
- Обнажение Бещаул

Достопримечательность — геологический памятник «Урочище Бещаул», обнажение слоев земли на крутом берегу реки высотой порядка 20 метров. Именно здесь найдена так называемая Бещеульская свита — слой относящийся к среднему миоцену.